# 쿵린
쿵린(Kong Lin, 1969년 1월 5일 ~ )은 중화인민공화국의 배우이다.
항저우시에서 태어났다.

## 방송
- 대당쌍룡전 2011
- 신조협려 2006

## 영화
- 배드 대디 (2018년)
- 대당쌍룡전 (2011년)
- 금전제국 (2009년)
- 인자황비홍 (2008년)
- 신조협려 (2006년)
- 홍등 (1991년)